# Огрэзяну, Андреа
Андреа Луиза Огрэзяну (рум. Andreea Luiza Ogrăzeanu; род. 24 марта 1990) — румынская легкоатлетка, которая специализируется в беге на короткие дистанции. На Универсиаде 2013 года выиграла бронзовую медаль в беге на 100 метров — 11,41 и 200 метров — 23,10. На чемпионате Европы среди юниоров 2009 года стала победительницей в беге на 200 метров, и заняла 3-е место на дистанции 100 метров. Выступала на олимпийских играх 2012 года на дистанциях 100 и 200 метров, но не смогла выйти в полуфинал.
Личный рекорд на дистанции 100 метров — 11,32, в беге на 200 метров — 22,91.